# Danh sách báo chí Campuchia
Danh sách báo chí ở Campuchia.
- Sneha Cheat Lưu trữ ngày 23 tháng 3 năm 2012 tại Wayback Machine
- Thngay Pram Py Makara news Lưu trữ ngày 24 tháng 3 năm 2012 tại Wayback Machine
- Kohsantepheap Daily
- Moneaksekar Khmer
- Rasmei Kampuchea Daily
- Sralanh Khmer
- The Voice of Khmer Youth
- The Voice of Cambodia
- The Cambodia Daily, (tiếng Anh)
- The Phnom Penh Post, (tiếng Anh)
- The Southeast Asia Weekly, (tiếng Anh)
- Cambodge Soir, (tiếng Pháp)